# يلعب ليبقى (فلم 2012)
يلعب ليبقى (بالإنجليزية: Playing for Keeps) هو فيلم كوميدي رومانسي أمريكي عام 2012، من إخراج غابرييل موشينو ، وبطولة جيرارد بتلر، وجيسيكا بيل، وكاثرين زيتا جونز ودينيس كويد وأوما ثورمان وجودي جرير، تم إصداره في 7 ديسمبر 2012.

## روابط خارجية
- يلعب ليبقى على موقع IMDb (الإنجليزية)
- يلعب ليبقى على موقع ميتاكريتيك (الإنجليزية)
- يلعب ليبقى على موقع روتن توميتوز (الإنجليزية)
- يلعب ليبقى على موقع نتفليكس (الإنجليزية)
- يلعب ليبقى على موقع قاعدة بيانات الأفلام العربية
- يلعب ليبقى على موقع ألو سيني (الفرنسية)
- يلعب ليبقى على موقع Turner Classic Movies (الإنجليزية)
- يلعب ليبقى على موقع أول موفي (الإنجليزية)
- يلعب ليبقى على موقع بوكس أوفيس موجو (الإنجليزية)
- يلعب ليبقى على موقع قاعدة بيانات الفيلم (الإنجليزية)